# 宋靄齢
宋 靄齢（そう あいれい、ソン・アイリン、1889年7月15日 - 1973年10月19日）は、国民政府財政部長を務めた孔祥熙の二番目の妻（初めの妻とは死別）。父は孫文の支援者であった浙江財閥の宋嘉澍。「宋氏（家）三姉妹」の長女で、妹に宋慶齢（孫文夫人）・宋美齢（蔣介石夫人）が、また弟に中華民国の政治家・実業家となった宋子文がいる。初名は愛齢。

## 略歴
1889年に上海県で生まれた。英文名はナンシー。父の宋嘉澍はメソジスト教会の宣教師であり、後に布教活動を辞めて商売の道に進んだ。母は倪桂珍。1904年5月28日、14歳だった宋靄齢はアメリカに渡り、ジョージア州メイコンのウェスレイアン大学に留学した。1905年にはおじに付き添って、ホワイトハウスで行われたセオドア・ルーズベルトのパーティーに出席した。
1910年にアメリカから帰国した後、孫文の秘書となった。孫文とともに全国各地を調査し、総延長約10万キロメートルの鉄道建設計画策定に関わった。1913年に孫文の二次革命（第二革命）が失敗すると、父とともに渡日し孫文の秘書を続けた。1914年、横浜で孔祥熙と結婚し、翌年に帰国すると山西省で銘賢学堂の事務を務めた。
日中戦争が始まると、妹の宋慶齢・宋美齢とともに抗日運動に参加した。中国工業合作協会の支持に加わり、婦女指導委員会を組織し、全国児童福利会を創設したほか、香港の負傷兵の友協会の会長に就任した。戦後は1947年に渡米し、1973年10月20日にニューヨークの病院でガンのため84歳で没して、現地に埋葬された。宋子文が弟であるとはいえかつて孔祥熙を政敵として様々に叩き、アメリカに渡っても孔祥熙の葬礼に出席しなかったことを根に持って、宋子文の葬礼を末の妹で観点がぴったり合う宋美齢とともに欠席した。

## 人物評価
- 中国では宋家の三姉妹について、映画『宋家の三姉妹』の影響から「宋靄齢は金を愛し、宋美齢は権力を愛し、宋慶齢は国を愛した」と評されることがある。
- 蔣介石の姪孫にあたる蔣孝鎮は、戴笠に対して「委座（蔣介石）の病気は、宋（宋美齢）だけが治せる。夫人（宋美齢）の病気は孔（宋靄齢）だけが治せる。しかし孔の病気（孔家の腐敗体質）は誰にも治せない」と語ったとされる。

## 宋靄齢が登場する映画
- 『宋家の三姉妹』（原題：宋家皇朝、1997年、香港・日本、演：ミシェル・ヨー）